# Kompania Wirgińska

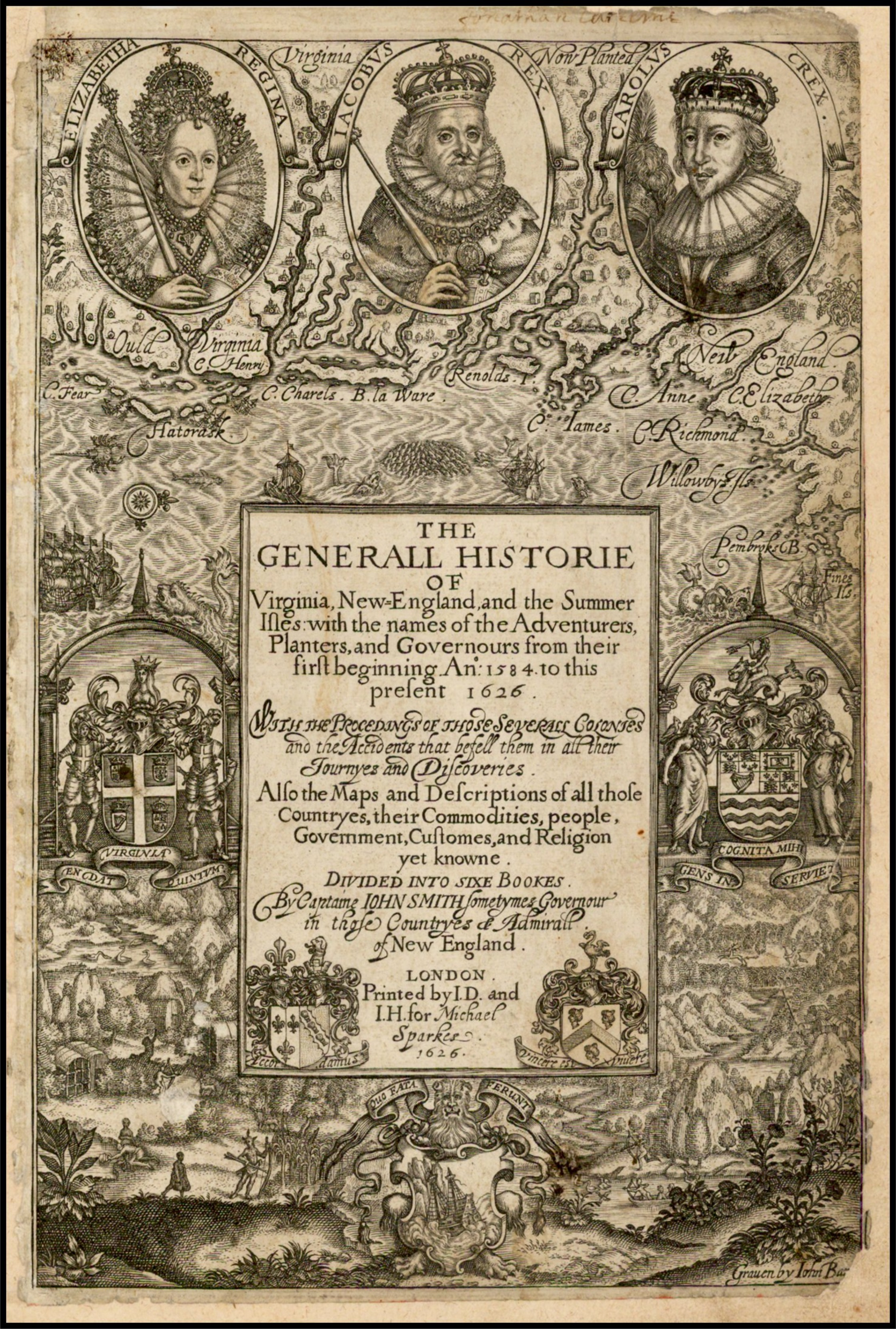
Książka John Smitha opisujące historię Kampanii Wirgińskiej

Kompania Wirgińska (ang. The Virginia Company) – kompania osadniczo-handlowa powołana w Anglii w 1606 w celu kolonizacji Ameryki Północnej. Kompania została założona przez króla Jakuba I i podzielona była na dwa oddziały:
- Kompania Londyńska – tereny pomiędzy równoleżnikiem 34°N i 38°N
- Kompania Plymouth – tereny pomiędzy równoleżnikiem 41°N i 45°N

Obszar pomiędzy równoleżnikiem 38°N i 41°N mógł być zajmowany przez którykolwiek z oddziałów w miarę potrzeb, pod warunkiem, że dzielić je miał stumilowy pas ziemi niczyjej.
Akt fundacji kompanii dawał ich udziałowcom monopol na handel z Indianami, wydobycie minerałów, import żywności i innych materiałów niezbędnych do budowy infrastruktury i statków.
Kompanii nie udało się pokryć pokładanych w niej przez inwestorów nadziei, gdyż w Wirginii nie odkryto pokładów złota ani srebra. Mimo tego kompania eksportowała znaczne ilości słodkiej odmiany tytoniu, sprowadzonej z Karaibów.
W 1622 doszło do brutalnej masakry mieszkańców Jamestown, będącego największym miastem i stolicą Kompanii Wirginijskiej przez Indian Powatan w której zginęło 347 osób. Doprowadziło to do debaty, czy należy utrzymać i strzec posiadłości kompanii czy też zawiesić jej działalność. W 1624 król rozwiązał kompanię a z jej terytoriów utworzono królewską kolonię Wirginia.